# Ginsiella erdosi
Ginsiella erdosi is een vliesvleugelig insect uit de familie Eulophidae. De wetenschappelijke naam is voor het eerst geldig gepubliceerd in 1980 door Suciu.